# Camilo Acosta
Camilo Acosta (1º marzo 1963) è un ex cestista uruguaiano.

## Carriera
Con l'Uruguay ha disputato tre edizioni dei Campionati americani (1993, 1997, 1999).

## Palmarès
- Campionato uruguaiano: 5

Cordón: 1991, 1992, 1993, 1995, 1996